# Nemertea

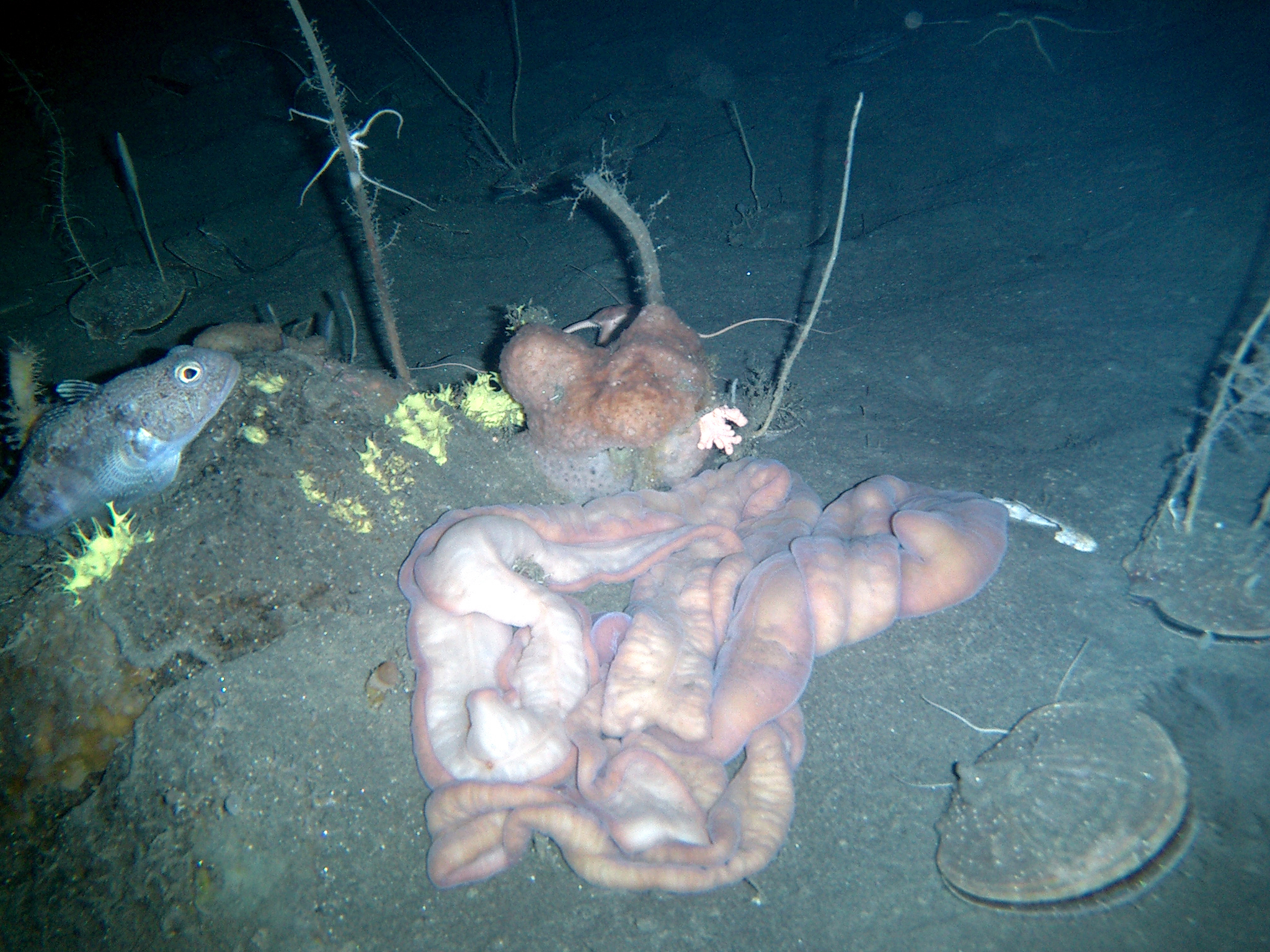
Parborlasia.

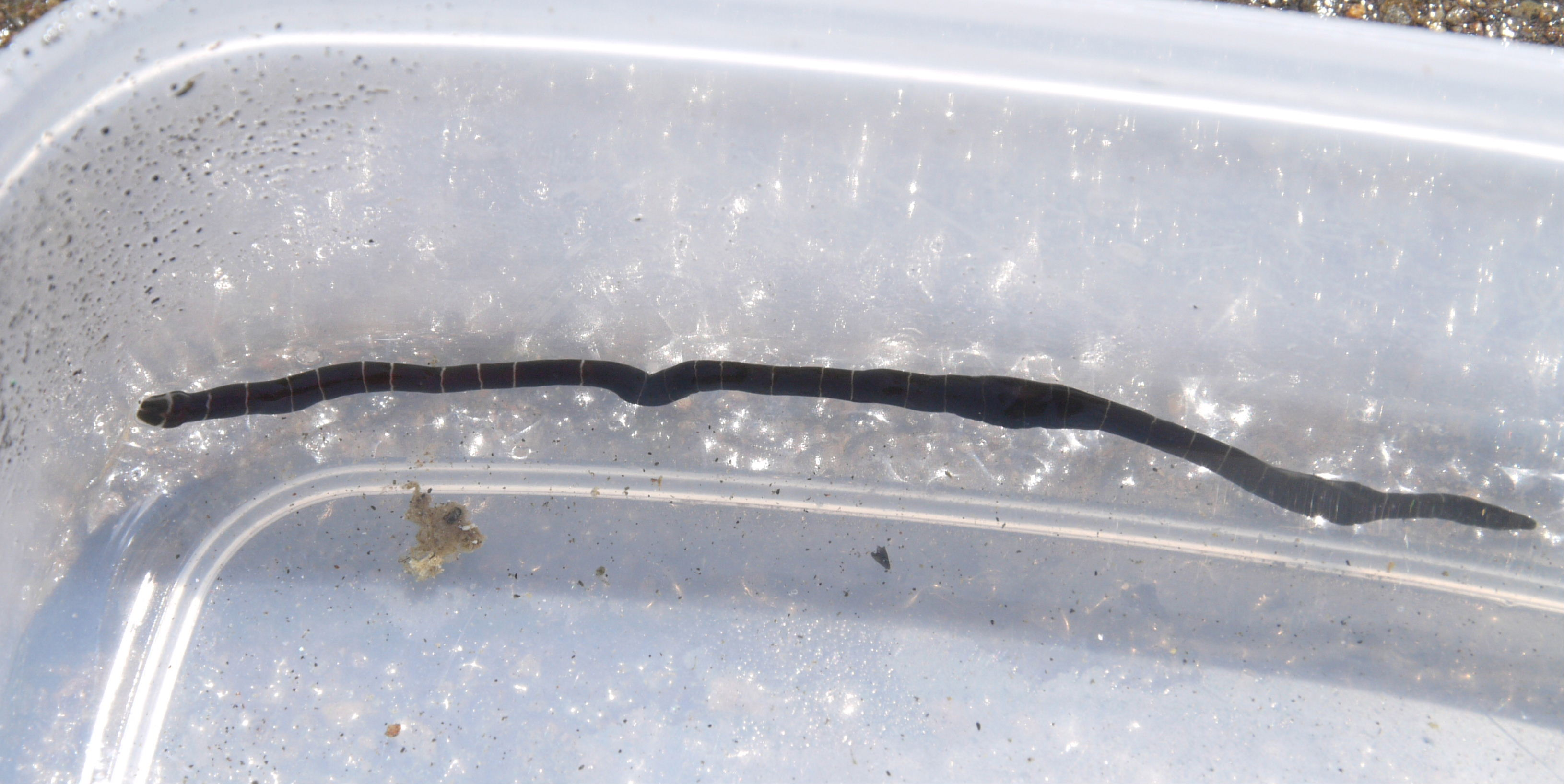
Lineus geniculatus.

Los nemertinos (Nemertea, Nemertina, Nemertinea, Nemertini o Rhynchocoela) son un filo de gusanos acelomados no segmentados, con el cuerpo alargado y algo aplanado. Poseen un órgano característico, la probóscide o trompa evaginable. En general, miden menos de 20 cm de largo, a excepción de especies excavadoras como Cerebratulus y el gusano cordón de bota (Lineus longissimus), que llegan a medir hasta 50 m. Son de vida libre, acuáticos, la mayoría son marinos. Otros géneros son Prostoma y Geonemerfes.
Son 1200 especies distribuidas en dos clases, Anopla y Enopla. El nombre del filo deriva de Nemertes, una de las Nereidas (ninfas del mar), de la mitología griega.

## Sistema tegumentario
Toda la superficie del cuerpo esta cubierta por cilios. La pared del cuerpo está más organizada que en platelmintos, con menos tejido parenquimático y con musculatura superior.
La epidermis externa está formada por epitelio columnar ciliado que secreta moco, y una dermis laxa y densa interna de tejido conectivo.

## Sistema nervioso
Consiste en un cerebro de 4 ganglios que rodean el rincocele y dos pares de cadenas nerviosas principales que discurren ventralmente; pueden presentar cordones nerviosos longitudinales adicionales. La epidermis posee receptores ciliados individuales, en grupos e invaginados en surcos cefálicos; se piensa que funcionan en la recepción táctil y química. Poseen ojos semejantes a las planarias y en número de dos a cientos de ellos. Son fototáxicamente negativos.

## Sistema circulatorio
Sistema circulatorio cerrado. Dos vasos longitudinales corren a cada lado del tubo digestivo interconectados anterior y posteriormente por espacios expandidos. Los vasos mayores son contráctiles, aunque de manera irregular; y el flujo sanguíneo a menudo es invertido. La sangre contienen amebocitos y pigmentos de función incierta.

## Aparato digestivo
Aparato digestivo completo, tubular, y consiste en boca, cavidad bucal, esófago, estómago glandular, intestino con divertículos laterales y ano.

## Probóscide y alimentación

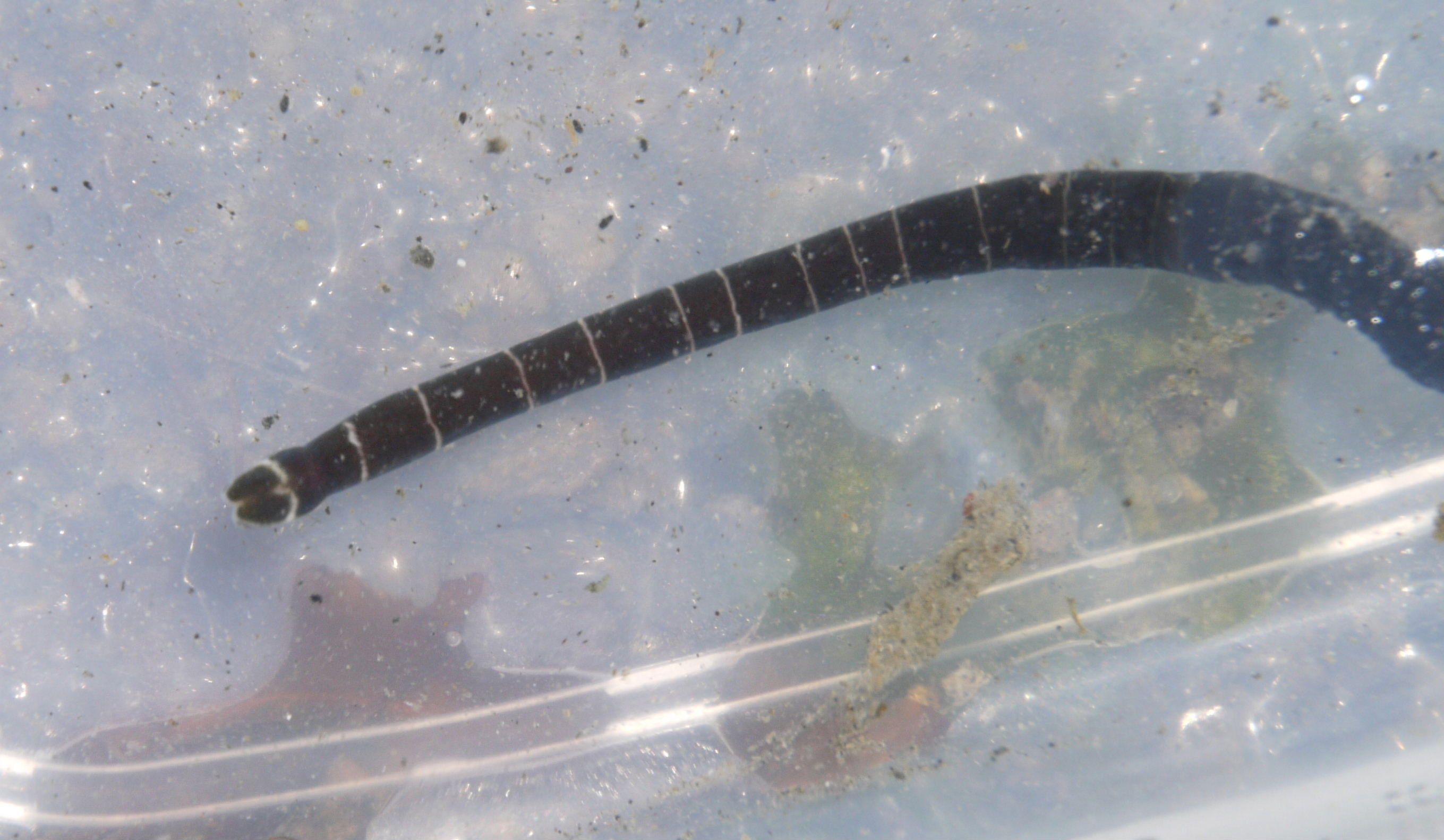
Nemertino con la probóscide evaginada.

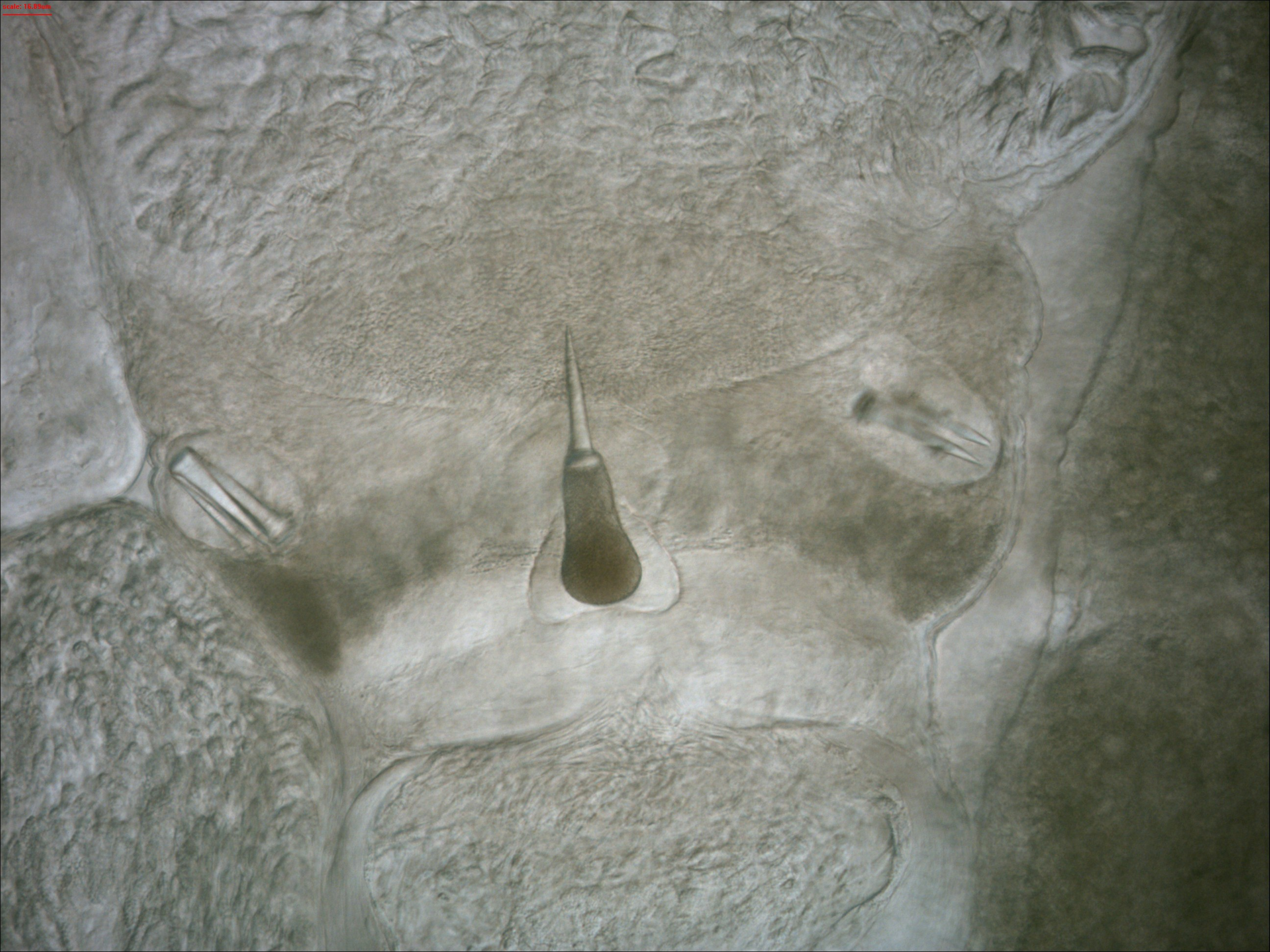
Fotografía del aparato del estilete de un Monostilifera

El órgano más característico y peculiar de los nemertinos es la probóscide o trompa; presenta las siguientes características:
- Se encuentra dentro de una cavidad tubular (rincocele), una cavidad llena de líquido que algunos, aunque el rincocele de los nemertinos no se encuentra relacionado con el tubo digestivo; el rincocele se abre dorsalmente respecto a la boca y se extiende a casi toda la longitud del cuerpo.
- Es carácter primitivo la independencia de la probóscide del tubo digestivo en el caso de ANOPLA, los primitivos, pero según el grupo evoluciona a ENOPLA se produce conexión entre la probóscide y el digestivo  .
- Algunas especies poseen estilete venenoso en la punta.
- Se dispara por presión hidrostática, evaginándose en el proceso, luego un músculo retractor vuelve la probóscide a su vaina.

Son exclusivamente carnívoros y capturan por la noche a otros invertebrados utilizando sus largas probóscides. Las especies con estilete venenoso, pinchan a la presa y liberan una neurotoxina que las paraliza; las especies sin estilete enrollan su trompa alrededor de la presa. En ambos casos tragan la presa entera.

## Excreción
La excreción se realiza a través de protonefridios similares a los encontrados en los platelmintos.

## Reproducción
Son dioicos y la reproducción es básicamente sexual. Se forman gónadas a lo largo de cada lado del cuerpo a partir de racimos de células parenquimáticas que se desarrolla un corto conducto y un gonoporo, los gametos son expulsados por contracciones musculares. En ocasiones los nemertinos se agregan antes de que los gametos sean puestos o pueden formar parejas, pero no poseen órganos copuladores. Los huevos fecundados pueden ser dejados en galerías, en cordones de un gel adhesivo o a la deriva en el plancton. Algunas especies pueden reproducirse por fragmentación, literalmente estallando y esparciendo los fragmentos.

## Desarrollo
El patrón de desarrollo varía, algunas especies marinas producen una larva libre nadadora planctónica (pilidium). Esta larva carece de ano y presenta algunas semejanzas con la larva planctónica de ciertos políclados, así como con las larvas trocóforas.

## Ecología
Viven en aguas poco profundas y en la costa. Algunas especies son de agua dulce o terrestres en suelo húmedo.
Cuando se les molesta, como medio de defensa los nemertinos estallan, se fragmentan en numerosas partes, que por regeneración y en condiciones favorables producen nuevos individuos.

## Filogenia
Los nemertinos antiguamente se clasificaban junto con los Platyhelminthes en el grupo de los acelomados, posteriormente se los clasificó con los esquizocelomados, pero ahora se sabe que todos estos grupos son polifiléticos y las similitudes son un caso de evolución convergente.
Actualmente los análisis moleculares han situado a los nemertinos dentro del clado Lophotrochozoa junto a los lofoforados, anélidos, platelmintos, moluscos, entre otros grupos. Los análisis moleculares recientes basados en la secuencia de aminoácidos con especies de evolución lenta con tal de poder reducir las atracciones de ramas largas y datos concatenados han encontrado las siguientes relaciones para los nemertinos con respecto a otros lofotrocozoos:
|  | Platyhelminthes |
|  |                 |
|  | Gastrotricha    |
|  |                 |

|  | Cycliophora |
|  |             |
|  | Entoprocta  |
|  |             |

|  | Platyhelminthes |
|  |                 |
|  | Gastrotricha    |
|  |                 |

|  | Cycliophora |
|  |             |
|  | Entoprocta  |
|  |             |

|  | Platyhelminthes |
|  |                 |
|  | Gastrotricha    |
|  |                 |

|  | Cycliophora |
|  |             |
|  | Entoprocta  |
|  |             |

|  | Platyhelminthes |
|  |                 |
|  | Gastrotricha    |
|  |                 |

|  | Cycliophora |
|  |             |
|  | Entoprocta  |
|  |             |

|  | Annelida |
|  |          |
|  | Nemertea |
|  |          |

|  | Brachiopoda                                           |
|  |                                                       |
|  | \| \| Phoronida \| \| \| \| \| \| Bryozoa \| \| \| \| |
|  |                                                       |
|  | Phoronida                                             |
|  |                                                       |
|  | Bryozoa                                               |
|  |                                                       |

|  | Phoronida |
|  |           |
|  | Bryozoa   |
|  |           |

|  | Annelida |
|  |          |
|  | Nemertea |
|  |          |

|  | Brachiopoda                                           |
|  |                                                       |
|  | \| \| Phoronida \| \| \| \| \| \| Bryozoa \| \| \| \| |
|  |                                                       |
|  | Phoronida                                             |
|  |                                                       |
|  | Bryozoa                                               |
|  |                                                       |

|  | Phoronida |
|  |           |
|  | Bryozoa   |
|  |           |

|  | Annelida |
|  |          |
|  | Nemertea |
|  |          |

|  | Brachiopoda                                           |
|  |                                                       |
|  | \| \| Phoronida \| \| \| \| \| \| Bryozoa \| \| \| \| |
|  |                                                       |
|  | Phoronida                                             |
|  |                                                       |
|  | Bryozoa                                               |
|  |                                                       |

|  | Phoronida |
|  |           |
|  | Bryozoa   |
|  |           |

|  | Annelida |
|  |          |
|  | Nemertea |
|  |          |

|  | Brachiopoda                                           |
|  |                                                       |
|  | \| \| Phoronida \| \| \| \| \| \| Bryozoa \| \| \| \| |
|  |                                                       |
|  | Phoronida                                             |
|  |                                                       |
|  | Bryozoa                                               |
|  |                                                       |

|  | Phoronida |
|  |           |
|  | Bryozoa   |
|  |           |

|  | Platyhelminthes |
|  |                 |
|  | Gastrotricha    |
|  |                 |

|  | Cycliophora |
|  |             |
|  | Entoprocta  |
|  |             |

|  | Platyhelminthes |
|  |                 |
|  | Gastrotricha    |
|  |                 |

|  | Cycliophora |
|  |             |
|  | Entoprocta  |
|  |             |

|  | Platyhelminthes |
|  |                 |
|  | Gastrotricha    |
|  |                 |

|  | Cycliophora |
|  |             |
|  | Entoprocta  |
|  |             |

|  | Platyhelminthes |
|  |                 |
|  | Gastrotricha    |
|  |                 |

|  | Cycliophora |
|  |             |
|  | Entoprocta  |
|  |             |

|  | Annelida |
|  |          |
|  | Nemertea |
|  |          |

|  | Brachiopoda                                           |
|  |                                                       |
|  | \| \| Phoronida \| \| \| \| \| \| Bryozoa \| \| \| \| |
|  |                                                       |
|  | Phoronida                                             |
|  |                                                       |
|  | Bryozoa                                               |
|  |                                                       |

|  | Phoronida |
|  |           |
|  | Bryozoa   |
|  |           |

|  | Annelida |
|  |          |
|  | Nemertea |
|  |          |

|  | Brachiopoda                                           |
|  |                                                       |
|  | \| \| Phoronida \| \| \| \| \| \| Bryozoa \| \| \| \| |
|  |                                                       |
|  | Phoronida                                             |
|  |                                                       |
|  | Bryozoa                                               |
|  |                                                       |

|  | Phoronida |
|  |           |
|  | Bryozoa   |
|  |           |

|  | Annelida |
|  |          |
|  | Nemertea |
|  |          |

|  | Brachiopoda                                           |
|  |                                                       |
|  | \| \| Phoronida \| \| \| \| \| \| Bryozoa \| \| \| \| |
|  |                                                       |
|  | Phoronida                                             |
|  |                                                       |
|  | Bryozoa                                               |
|  |                                                       |

|  | Phoronida |
|  |           |
|  | Bryozoa   |
|  |           |

|  | Annelida |
|  |          |
|  | Nemertea |
|  |          |

|  | Brachiopoda                                           |
|  |                                                       |
|  | \| \| Phoronida \| \| \| \| \| \| Bryozoa \| \| \| \| |
|  |                                                       |
|  | Phoronida                                             |
|  |                                                       |
|  | Bryozoa                                               |
|  |                                                       |

|  | Phoronida |
|  |           |
|  | Bryozoa   |
|  |           |

Por otro lado, la relación entre subgrupos sería la siguiente:

|  | Palaeonemertea                                                     |
|  |                                                                    |
|  | \| \| Anopla (Heteronemertea) \| \| \| \| \| \| Enopla \| \| \| \| |
|  |                                                                    |
|  | Anopla (Heteronemertea)                                            |
|  |                                                                    |
|  | Enopla                                                             |
|  |                                                                    |

|  | Anopla (Heteronemertea) |
|  |                         |
|  | Enopla                  |
|  |                         |